# Schloss Molsberg

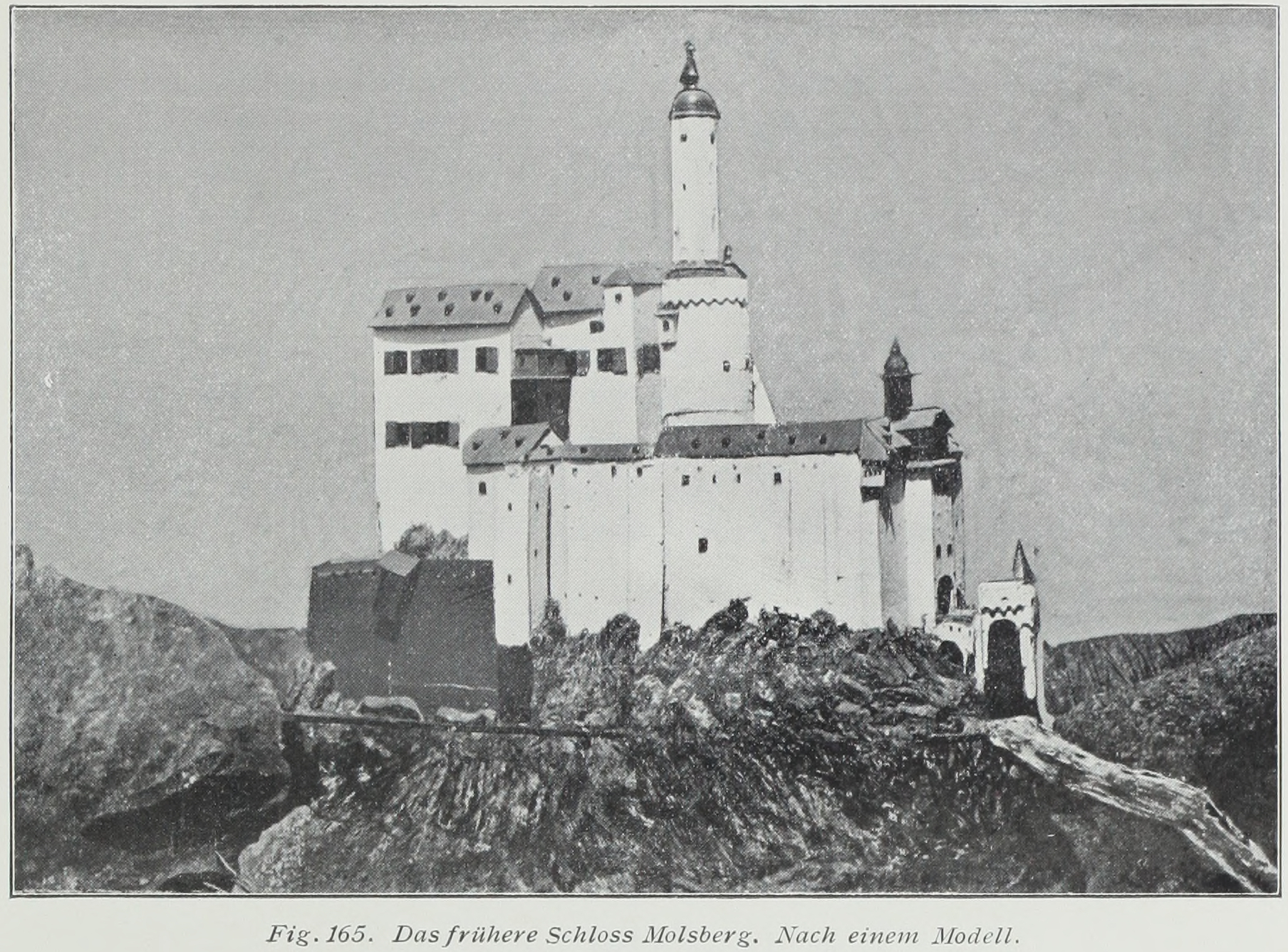
Modell des Schlosses Molsberg (vor 1910)

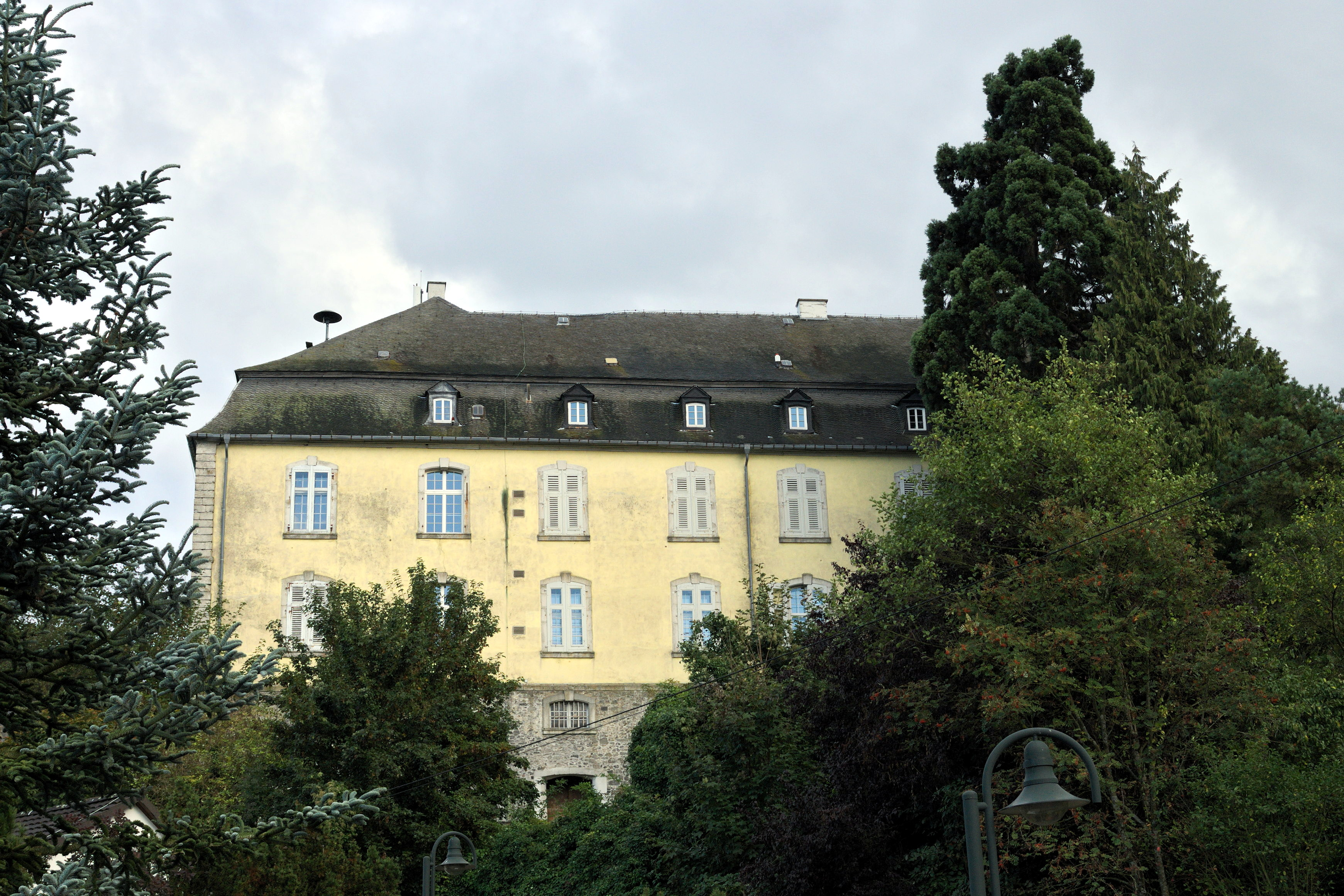
Schloss Molsberg von Westen

Das Schloss Molsberg ist ein Gebäude in Molsberg im Westerwaldkreis.
Molsberg war seit 1030 Sitz der Herren von Molsberg, die eine Burg am Eichberg zur Sicherung der Verkehrswege an der Hohen Straße errichteten. Auf dem Gelände der Burg wurde später das heutige Schloss im Barockstil errichtet, das seit 1657 Stammhaus der Grafen von Walderdorff ist.
Schloss Molsberg wird von einem Landschaftsgarten im englischen Stil eingefasst, der von einer im späten 18. Jahrhundert angelegten Allee aus Lindenbäumen dominiert wird. Hier finden unter anderem jährlich das traditionelle Pfingstfest und verschiedene Musikveranstaltungen statt. Der frühere Gartenpavillon wird heute als Kunsthalle durch die Walderdorff-Galerie genutzt.
Für das Jahr 2010 wurde die wiederhergestellte barocke Schlosskapelle mit einem Bundespreis für Handwerk in der Denkmalpflege ausgezeichnet.